# Zenith Z-171

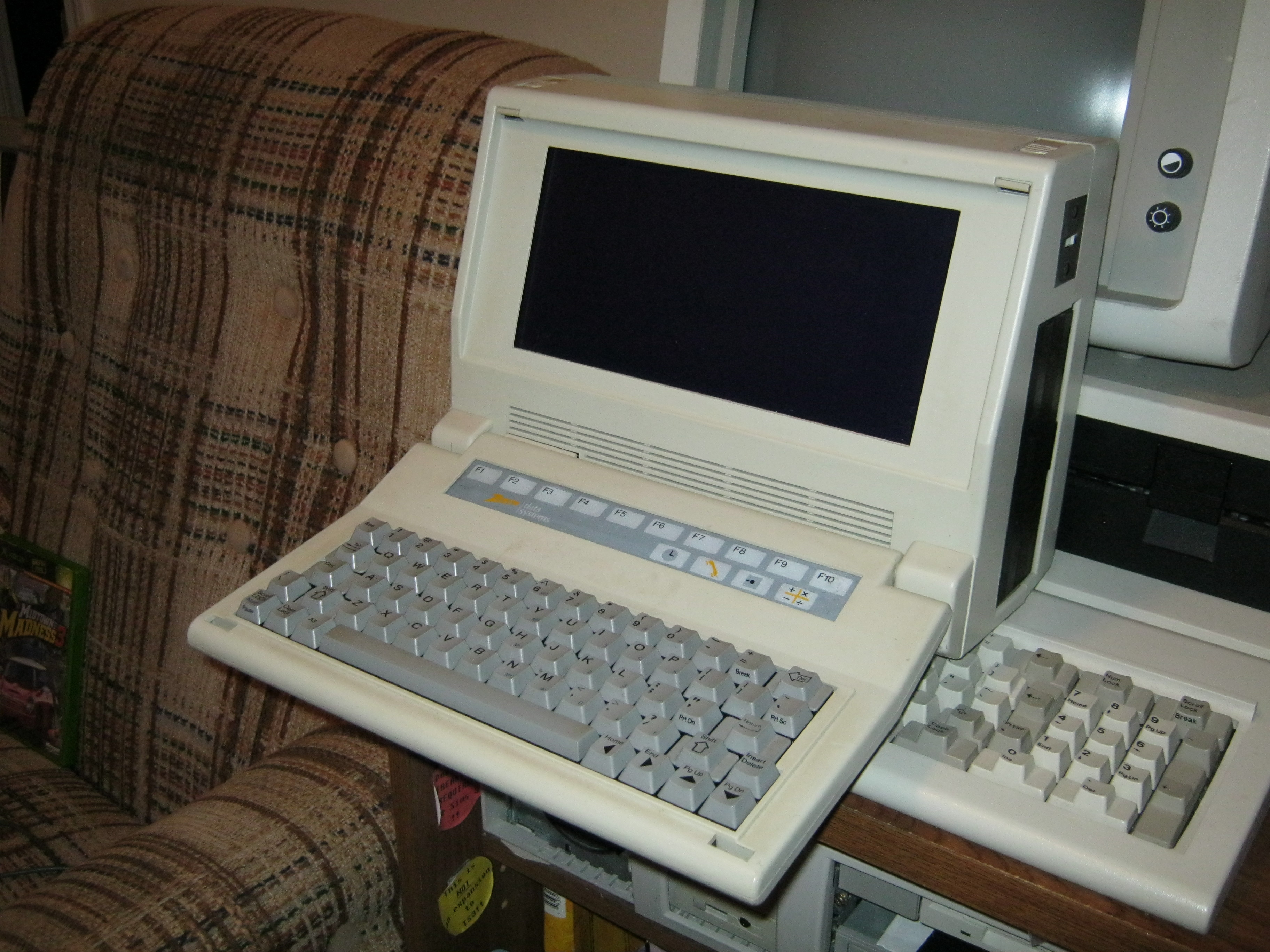

Der Zenith Z-171 ist ein von Zenith Data Systems, hergestellter, IBM-kompatibler tragbarer Personal Computer (PC) aus dem Jahr 1985, der mit einer Batterie ausgestattet werden kann und ungefähr 6,3 kg wiegt, was für die damalige Zeit wenig war.
Zudem ist er einer der ersten PCs mit einem monochromen LCD-Bildschirm mit Hintergrundbeleuchtung. Zum Erscheinungsdatum kostete das Gerät 2600 US-Dollar (inflationsbereinigt ca. 6548 US-Dollar).

## Betriebssystem
Betrieben wurde der PC ursprünglich mit MS-DOS 2.11, in späteren Versionen mit der Version 3.1.

## Ausstattung
Der Zenith Z-171 hat folgende Komponenten:
- monochromes, hintergrundbeleuchtetes LCD (der erste seiner Zeit) mit einer Auflösung von 640 × 200 im CGA-Grafikmodus bzw. 80 × 25 im Text-Modus
- 4,77 MHz getakteter 80C88-Prozessor
- 256 KB RAM (erweiterbar auf bis zu 640 KB)
- 2 × 5,25″-Disketten-Laufwerke (für 360 KB)
- PC-Speaker
- Tastatur mit 76 mechanischen Tasten und 14 berührungsempfindliche Funktions-Tasten
- MS-DOS 2.11

## Eingänge
Der Computer besitzt folgende Ein- und Ausgänge:
- Parallelport
- Serielle Schnittstelle RS-232C
- RGB-Monitoranschluss
- Composite-Video-Ausgang
- Modem-Eingang (300/1200 baud)
- Expansion Bus